# Galon (évêque)
Pour les articles homonymes, voir Galon (homonymie).
Galon, abbé de Saint-Quentin, fut évêque de Beauvais puis évêque de Paris (1104-1116).

## Biographie
Le vendredi 30 juillet 1109, il participe à la translation provisoire de la vraie croix en l'église Saint-Hermeland de Bagneux, vers la chapelle Saint-Prix de Fontenay, alors en territoire enclavé dans Bagneux, en direction de l'église Saint-Clodoald de Saint-Cloud, en compagnie d'Étienne de Garlande et de Guillaume de Champeaux, et des évêques de Senlis et de Meaux